# Richard Basehart
Richard Basehart (Zanesville, Ohio (États-Unis), 31 août 1914 – Los Angeles (Californie), 17 septembre 1984), est un acteur américain.

## Biographie
Il est connu notamment pour sa participation au film d'Anatole Litvak Le Traître (1951), pour son rôle d'Ismael dans le film Moby Dick, réalisé par John Huston en 1957 ainsi que pour son interprétation aux côtés de Giulietta Masina, du rôle de Raoul dans Il bidone et du Fou dans La strada de Federico Fellini en 1954 et 1955.
Il est également apparu dans bon nombre de séries télévisées telles que Voyage au fond des mers, La Quatrième Dimension, Columbo ou encore dans l'épisode pilote de K2000 dans lequel il incarne Wilton Knight, fondateur de la société Knight.
Il meurt des suites de plusieurs accidents vasculaires cérébraux à l'âge de 70 ans.

## Filmographie

### comme acteur
- 1947 : Repeat Performance d'Alfred L. Werker : William Williams, Poet
- 1947 : Le Loup des sept collines (Cry Wolf) de Peter Godfrey : James Caldwell Demarest
- 1948 : Il marchait dans la nuit (He Walked by Night) d'Alfred L. Werker et Anthony Mann : Roy Martin / Roy Morgan
- 1949 : Roseanna McCoy d'Irving Reis : Mounts Hatfield
- 1949 : Le Livre noir (Reign of Terror ou The Black Book), d'Anthony Mann : Maximilien Robespierre
- 1949 : Tension de John Berry : Warren Quimby / Paul Sothern
- 1950 : J'ai grandi en prison (Outside the Wall) de Crane Wilbur : Larry Nelson
- 1951 : 14 Heures d'Henry Hathaway : Robert Cosick
- 1951 : La Maison sur la colline (The House on Telegraph Hill) d'Robert Wise : Alan Spender
- 1951 : Baïonnette au canon (Fixed Bayonets!) de Samuel Fuller : Cpl. Denno
- 1951 : Le Traître (Decision Before Dawn) d'Anatole Litvak : Lt. Rennick
- 1952 : Rapt à Venise (The Stranger's Hand) de Mario Soldati : Joe Hamstringer
- 1953 : Titanic de Jean Negulesco : George S. Headley
- 1954 : Un émule de Cartouche (Le Aventure di Cartouche) de Steve Sekely et Gianni Vernuccio: Jacques de Maudy
- 1954 : Repris de justice (Avanzi di galera) de Vittorio Cottafavi
- 1954 : Femmes damnées (Donne proibite) de Giuseppe Amato : Bit Part
- 1954 : Les bons meurent jeunes (The Good Die Young) de Lewis Gilbert : Joe Halsey
- 1954 : La Strada de Federico Fellini : Il 'Matto'-The 'Fool'
- 1955 : Chasse à l'uranium (it) (Canyon Crossroads) d'Alfred L. Werker : Larry Kendall
- 1955 : La Veine d'or (La Vena d'oro) de Mauro Bolognini
- 1955 : Il Bidone de Federico Fellini : Picasso
- 1956 : The Extra Day de William Fairchild : Joe Blake
- 1956 : Moby Dick de John Huston : Ishmael
- 1956 : L'Étrangère intime (The Intimate Stranger) de Joseph Losey : Reginald 'Reggie' Wilson
- 1957 : Les Jeudis miraculeux (Los Jueves, milagro) de Luis García Berlanga : Martino
- 1957 : La Chute des héros (Time Limit) de Karl Malden : Maj. Harry Cargill
- 1958 : Amour et Ennuis (Amore e guai) d'Angelo Dorigo : Paolo Martelli
- 1958 : Les Frères Karamazov (The Brothers Karamazov) de Richard Brooks : Ivan Karamazov
- 1959 : Jons und Erdme de Victor Vicas : Wittkuhn, der Schmied
- 1959 : L'Ambitieuse (ou Le Passager clandestin) d'Yves Allégret : George Rancourt
- 1960 : Shangri-La (TV) : Hugh Conway
- 1960 : Cinq Femmes marquées (5 Branded Women) de Martin Ritt : Capt. Reinhardt
- 1960 : Meurtre sans faire-part (Portrait in Black), de Michael Gordon : Howard Mason
- 1960 : Pour l'amour de Mike (None but the Brave ou For the Love of Mike) de George Sherman : Père Phelan
- 1961 : The Light That Failed (TV) : Dick Heldar
- 1961 : Visa pour Canton (Passport to China) de Michael Carreras : Don Benton
- 1962 : The Paradine Case (TV) : Anthony Keane
- 1962 : La Vie privée d'Hitler de Stuart Heisler : Adolf Hitler
- 1962 : La Chevauchée des Outlaws (Tierra brutal) de Michael Carreras : Steve Fallon
- 1963 : Les Rois du soleil (Kings of the Sun) de J. Lee Thompson : Ah Min
- 1963 : La Quatrième Dimension (saison 5 épisode 9 : Sonde 7 - Fort et clair) : colonel Adam Cook
- 1964-1968 : Voyage au fond des mers (Voyage to the Bottom of the Sea) (TV)
- 1964 : Four Days in November de Mel Stuart: Narrateur (voix)
- 1965 : Station 3 : Ultra Secret (The Satan Bug) de John Sturges : Dr Gregor Hoffman
- 1969 : Giotto de Luciano Emmer : Narrator (voix)
- 1969 : Un homme qui me plaît de Claude Lelouch : Actor
- 1969 : Les Patins d'argent (Hans Brinker) (TV) : Dr Boekman
- 1970 : Sole Survivor (en) de Paul Stanley (TV) : Brig. Gen. Russell Hamner
- 1970 : The Andersonville Trial (en) (TV) : Capt. Henry Wirz
- 1971 : La Cité sous la mer (TV) : The President
- 1971 : They've Killed President Lincoln (TV) : Host / Narrator
- 1971 : The Birdmen (TV) : Schiller
- 1971 : The Death of Me Yet (TV) : Robert Barnes
- 1972 : Assignment: Munich (TV) : Maj. Barney Caldwell
- 1972 : Les Collines de la terreur (Chato's Land) de Michael Winner : Nye Buell
- 1972 : The Bounty Man (TV) : Angus Keough
- 1972 : Rage de George C. Scott : Dr Roy Caldwell
- 1972 : Columbo : S.O.S. Scotland Yard (Dagger of the Mind) (série télévisée) : Nicholas Frame
- 1973 : ...And Millions Die! (en) (TV) : Dr Douglas Pruitt
- 1973 : Maneater (TV) : Carl Brenner
- 1973 : Hawaï police d'État Saison 5 Diabolique entreprise (The odd lot caper): Murdock
- 1975 : Judgment: The Court Martial of Lieutenant William Calley (TV)
- 1975 : Valley Forge (TV) : Gen. George Washington
- 1976 : Time Travelers (TV) : Dr Joshua P. Henderson (1871)
- 1976 : Mansion of the Doomed de Michael Pataki : Dr Leonard Chaney
- 1976 : Les 21 Heures de Munich (21 Hours at Munich) (TV) : Chancelier Willy Brandt
- 1976 : Déluge sur la ville (TV) : John Cutler
- 1976 : La Petite Maison dans la prairie (The House on the Prairie) (série télévisée) saison 2, épisode 17 (La discipline (Troublemaker) ) : Hannibal Applewood
- 1977 : Stonestreet: Who Killed the Centerfold Model? (en) (TV) : Elliott Osborn
- 1977 : L'Île du docteur Moreau (The Island of Dr Moreau) de Don Taylor : Sayer of the Law
- 1978 : La Conquête de l'Ouest (How the West Was Won) (feuilleton TV) : Col. Jerrod Flint
- 1978 : The Critical List (TV) : Matt Kinsella
- 1978 : W.E.B. (en) (série télévisée) : Gus Dunlap
- 1978 : L'Ancien Testament (Greatest Heroes of the Bible) (feuilleton TV) : Johtan (épisode La Tour de Babel)
- 1978 : The Great Bank Hoax de Joseph Jacoby : Emanuel
- 1979 : The Rebels (TV) : Duke of Kentland
- 1979 : Bienvenue Mister Chance (Being There) d'Hal Ashby : Vladimir Skrapinov
- 1980 : Marilyn, une vie inachevée (Marilyn: The Untold Story) (TV) : Johnny Hyde
- 1981 : Masada (feuilleton TV) : narrateur
- 1982 : K2000 (Knight Rider) (TV) : Wilton Knight
- 1983 : The Crowded Life (TV) : Narrator